# Virginia Slims of Florida 1984
Il Virginia Slims of Florida 1984 è stato un torneo di tennis giocato sulla terra rossa. È stata la 6ª edizione del torneo, che fa del Virginia Slims World Championship Series 1984. Si è giocato a Palm Beach Gardens negli USA dal 12 al 18 marzo 1984.

## Campionesse

### Singolare
Chris Evert-Lloyd ha battuto in finale  Bonnie Gadusek con il punteggio di 6–0, 6–1

### Doppio
Betsy Nagelsen /  Anne White hanno battuto in finale  Rosalyn Fairbank /  Candy Reynolds con il punteggio di 2–6, 6–2, 6–2